# Eklezija in Sinagoga
Eklezija in Sinagoga ali v latinskem jeziku Ecclesia et Synagoga, kar pomeni 'Cerkev in sinagoga', sta par osebnosti, ki poosebljata Cerkev in judovsko sinagogo, torej judovstvo, ki ju najdemo v srednjeveški krščanski umetnosti. Pogosto sta videti oblikovani kot veliki figuri na obeh straneh cerkvenega portala, kot v najbolj znanih primerih v stolnici v Strasbourgu. Stojijo na obeh straneh križa tudi v prizorih Križanja, zlasti v romanski umetnosti, redkeje pa tudi v drugih kontekstih.
Dve ženski figuri sta običajno mladi in privlačni; Eklezija je navadno okrašena s krono, kelihom in palico v obliki križa, ki samozavestno gleda naprej. V nasprotju s tem je Sinagoga z zavezanimi očmi in povešeno glavo, pri čemer drži zlomljeno koplje (morda aluzijo na sveto kopje, ki je zabodlo Kristusa) in tablice zakona ali zvitke Tore, ki ji morda celo zdrsnejo iz roke. Na podobah Križanja lahko Eklezija drži kelih, ki ujame kri, ki izvira iz Kristusove rane; kelih pogosto drži kot atribut v drugih okoliščinah. Atributi, ki jih včasih nosi Sinagoga, so ovca ali koza ali samo njena glava, kar pomeni starozavezno žrtvovanje, v nasprotju z Eklezijinim kelihom, ki predstavlja krščansko evharistijo. Če Sinagoga nima povezanih oči, običajno gleda navzdol. Eklezija ima zgodnejšo zgodovino. V srednjeveški umetnosti se Sinagoga občasno pojavlja sama v različnih kontekstih, toda par ali Eklezija sama sta veliko pogostejša. Nadaljnja predmeta, pri katerih je par mogoče najti, sta Jesejevo drevo in Jezusovo rojstvo.
Prvi pojav takšnih oseb v Križanju je v zgodovinskih začetkih v Drogo zakramentariju datirano okoli leta 830. Čeprav ima Eklezija že večino svojih običajnih lastnosti, je lik, ki predstavlja Jude ali Staro zavezo, tukaj sedeči belolasi starec. Par, ki je zdaj z judovsko partnerko, najdemo v več kasnejših karolinških reliefnih ploščah iz slonovine za platnice Križanja, ki segajo okoli leta 870, in ostajajo pogosti v miniaturah in raznih manjših delih vse do 10. stoletja. V Križanju v 11. stoletju so manj pogosti, vendar se v 12. stoletju znova pojavijo kot močnejši kontrast, ki poudarja poraz Sinagoge; na tej točki postane Sinagoga z zavezanimi očmi z zdrobljeno kopljem običajna. Figure še vedno najdemo v Križanju do začetka 14. stoletja in se pojavljajo kasneje v različnih okoliščinah, vendar so vse manj pogoste. Ohranjene figure portalov so v glavnem iz 13. stoletja.

## Pomen
Srednjeveške figure odražajo krščansko prepričanje, včasih imenovano 'nadomestna teologija', da je bil Jezus judovski Mesija in da je bil judaizem kot religija zaradi ustanovitve krščanstva zaradi lastnih načel zato nepotreben in da bi se morali vsi Judje spreobrniti. Danes, v nasprotju s teologijo dvojne zaveze, je bilo to prepričanje v srednjeveški cerkvi splošno. Sinagogina preveza je odražala zavrnitev srednjeveških Judov, da bi 'videli' to točko, in je veljala za trmo. Matejev evangelij (Mt 27,51) pripoveduje, da se je zagrinjalo templja, ki je pokrivalo vhod v Sveto, v trenutku Kristusove smrti strgalo na križu, kar je simboliziralo trenutek zamenjave judovstva z Krščanstvo kot prava religija, od tod tudi prisotnost para na prizorih križanja.
Preveza, ki pokriva oči Sinagoge, izhaja iz pisma svetega Pavla 2 Kor 3,13-16:
in ne kakor Mojzes, ki si je zagrinjal obličje, da Izraelovi sinovi niso mogli gledati konca tega, kar je minljivo. 14 Toda njihove misli so zakrknile. Vse do današnjega dne namreč še leži isto zagrinjalo nad branjem Stare zaveze neodgrnjeno, ker ga odgrinja šele Kristus. 15 Da, vse do danes leži na njihovem srcu zagrinjalo, kadar koli berejo Mojzesa. 16 Ko pa se bo kdo spreobrnil h Gospodu, se bo zagrinjalo odgrnilo.
Izklesane portalne figure običajno najdemo na stolnicah večjih mest v severni Evropi, ki so imele pomembne judovske skupnosti, zlasti v Nemčiji in so bile poleg svojega teološkega pomena prav tako namenjene opozoriti Jude na njihov prostor v krščanski družbi, s predvidenjem »idealom judovske podložnosti v idealno urejenem krščanskem kraljestvu«. Sta torej zelo vidni, vendar ne zelo pogosti. Mnogi Judje so, podobno kot kristjani, opravljali posle v cerkvah in hodili mimo figur, ko so prihajali in odhajali. Leo Spitzer je trdil, da je za razliko od mnogih srednjeveških upodobitev judovskih figur (razen tistih iz hebrejske Biblije) v upodobitvi Sinagoge zelo redko prisoten kakšen element sovražne karikature, ki je, čeprav očitno poražena, pogosto presenetljivo lepa, vsaj v Strasbourgu.
Primeri so na portalih stolnic v Mindnu, Bambergu in Freiburg Minster v Nemčiji, pa tudi v Notre Dame de Paris in Metz v Franciji. V Angliji obstajajo ostanki parov po poškodbah ali uničenju v angleški reformaciji v stolnicah Rochester, Lincoln, Salisbury in Winchester ; stolnici dveh največjih trgovskih središč, Londona in Yorka, obe izhajata iz poznejšega obdobja, vendar so jih morda imele na prejšnjih stavbah. Preživele so iz kapitlja York Minster nad naravnimi slikami na hrastu iz skupine 48, ki podpirajo strešni obok in vitražne figure iz preddverja. Stolnica v Châlonsu in bazilika Saint-Denis imata različici v vitražu, tako veliko kot majhno. V 14. stoletju postanejo veliko redkejše, v prizorih Križanja pa jih nadomesti veliko število figur vojakov in učencev, nekaj primerov pa najdemo v 15. stoletju in kasneje. Redke izrezljane mizerikordije v erfurtski stolnici prikazujejo par, ki pleše na konjih; ni presenetljivo, da Eklezija zmaga. Tako kot pri številnih mizerikordijah je bila tudi ta verjetno namenjena šaljivi različici ikonografije, ki je bila s polno resnostjo obravnavana na vidnejših lokacijah.
Nina Rowe je v svoji knjigi o paru skeptična do tradicionalne predpostavke umetnostnih zgodovinarjev, da je sovražnost, ki je nakazana v kasnejših upodobitvah, že v prvih. Figuri povezuje s poznoantično uporabo poosebitev, vključno s kontrastnimi figurami ortodoksnega krščanstva in poganstva ali krivoverstva, zlasti arijanstva in predlaga, da je bila identiteta Sinagoge pred tisočletjem bolj spremenljiva z Jeruzalemom ali njegovim templjem. kot alternativne identifikacije. Opisuje oživitev uporabe para, ki je zdaj predstavljen v bolj borbenih izrazih, kot reakcijo tako na pritok večjega števila judovskih prebivalcev v zahodno Evropo v poznem 10. do 12. stoletju kot tudi na renesanso 12. stoletja, ki je vključevala stike med krščanskimi in judovskimi učenjaki, ki so razpravljali o svojih različnih interpretacijah hebrejske Biblije. Zaradi tega so se krščanski teologi, večinoma samostanski, veliko bolj kot prej zavedali obstoja živahne judovske teološke tradicije po pisanju hebrejske Biblije. Prej so zgodnjesrednjeveški kristjani Jude primerjali z, kot jih je opisal Avguštin, 'knjižničarji' ali capsarii, razredom služabnikov, ki je bil zadolžen za nošenje knjig, vendar jih dejansko ni prebral. Povečani stiki so torej imeli paradoksalni učinek, ko so samostane bolj ozaveščali, da obstaja alternativna tradicija ekszegeze in znanosti in jih spodbujali, da temu nasprotujejo.
Med obema figurama je obstajala tudi tradicija dramatiziranih sporov, ki so svojo višino dosegli nekoliko kasneje kot upodobitve v umetnosti, vendar so imeli podobno geografsko razširjenost.

## Sama eklezija
Poosebljenje Eklezije je bilo nekaj stoletij pred njeno povezavo s Sinagogo. Številni svetopisemski odlomki, vključno s tistimi, ki opisujejo Kristusa kot 'ženina', so že zgodaj v zgodovini cerkve vodili do koncepta cerkve kot Kristusove neveste, kar je bilo v umetnosti prikazano s kraljevsko poosebitvijo. Cerkev je bila v tem kontekstu včasih pomešana z Devico Marijo, kar je privedlo do koncepta Marije Eklezije ali Marije kot cerkve, ki je element, ki je danes običajno neprepoznan, v teologiji za večino umetnosti, ki prikazuje Devico kot kraljico.
Prejšnji videz dveh ženskih figur je v danes močno obnovljenem mozaiku apside Santa Pudenziana v Rimu (402–417), kjer dve ženski figuri za vrsto apostolov držita venca nad svetnikoma Pavlom in Petrom ter proti ustoličenemu Kristusu. Ti po navadi predstavljajo 'Cerkev poganov' in 'Judovsko cerkev' - tj. figure se skoraj ne razlikujejo. Zdi se, da ima mozaik v Santa Sabini v Rimu podobne figure, čeprav Peter in Paul zdaj manjkata in sta znana le iz stare risbe.

## Pametne in neumne device
Visokosrednjeveške upodobitve Nove zaveze o Pametnih in neumnih devicah so včasih uporabljale ikonografijo Eklezija in Sinagoga. Tega ne delajo skulpture v nemškem portalu, več na istih stavbah, v katerih so figure Eklezije in Sinagoge, kot na primer Strasbourška in Mindenska stolnica. To je zelo jasno razvidno iz Darmstadtskega rokopisa Speculum Humanae Salvationis, prikazanega tukaj, približno iz leta 1360, kjer imajo vodilne device vsake skupine vse atribute Eklezije in Sinagoge, svetilka vodilne Pametne Device pa je postala kelih. Razlaga prilike v smislu pametnih krščanskih in nespametnih judovskih devic, ki so manjkale na poročni zabavi, je še dolgo ostala pogosta v pridigah in teološki literaturi in trdi, da je prisotna v Handlovem oratoriju Mesija (1741).

## Sodobni razvoj
Sodobni umetniki se temu paru pogosto izogibajo, toda potem ko je Napoleon leta 1805 zasedel Milano, je odredil dokončanje fasade Milanske stolnice, da bi vključevali sekularizirani predstavitvi Sinagoge in Eklezije, ki simbolizirata pravno enakost vseh religij pod francoskim režimom. Sinagoga stoji pokonci in drži deset zapovedi, medtem ko je Eklezija upodobljena kot 'Dama svobode', skupaj s krono in baklo.
Vsaka ima sliko v večji shemi (1919) Johna Singerja Sargenta v Bostonski javni knjižnici.
Leta 2015 je univerza svetega Jožefa v Filadelfiji naročila veliko skulpturo Joshua Koffmana, ki prikazuje par v harmoniji. Skulptura je namenjena spominu na 50. obletnico izjave Nostra aetate. Obe personifikaciji nosita kroni in držita svoje Sveto pismo, pri čemer par nakazuje, da se je treba učiti drug od drugega. Končno, bronasto različico skulpture je septembra 2015 blagoslovil papež Frančišek na Univerzi sv. Jožefa.